# Matrossowo (Kaliningrad, Polessk)
Matrossowo (russisch Матро́сово, übersetzbar in etwa mit Matrosendorf, deutsch Gilge, litauisch Gilija) ist eine Ortschaft in der russischen Oblast Kaliningrad. Als Ansiedlung in Ostpreußen war sie bis 1945 ein Teil Deutschlands. Sie gehört heute zur kommunalen Selbstverwaltungseinheit Stadtkreis Polessk im Rajon Polessk.

## Geographische Lage

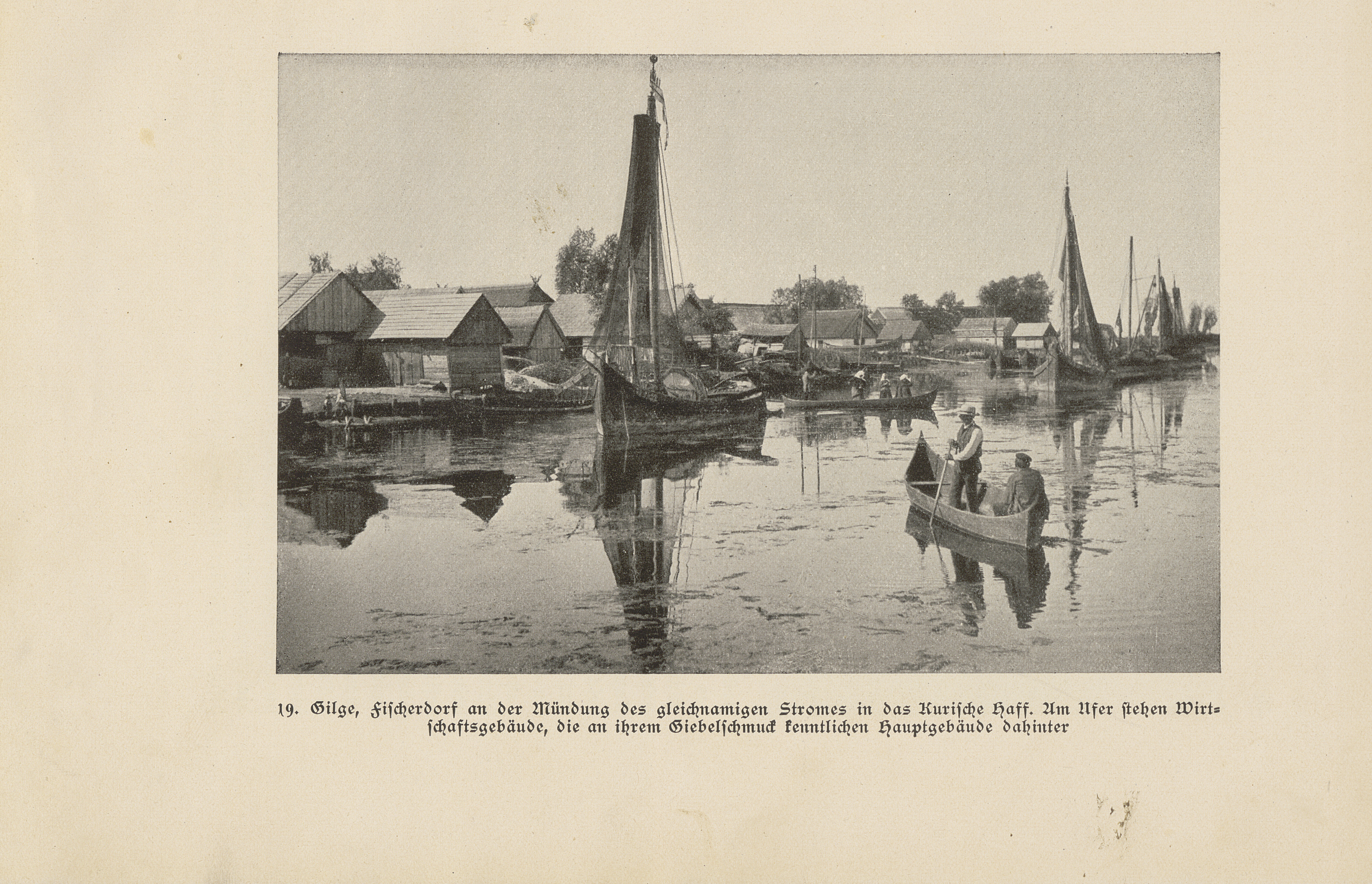
Gilge mit dem Gilgestrom als „Dorfstraße“ (um 1916), im Vordergrund Wirtschaftsgebäude der Fischer, im Hintergrund Dächer von Wohnhäusern

Der Ort liegt inmitten der Naturregion Elchniederung an der Mündung der Matrossowka (Gilge, auch Gilgestrom), eines Flussarms im Delta der Memel, in das Kurische Haff. Oberhalb (östlich) von Matrossowo zweigt der Polesski-Kanal (auf diesem Teilstück Seckenburger Kanal, weiter Großer Friedrichsgraben) ab, eine in preußischer Zeit zwischen 1675 und 1833 angelegte Wasserstraße, die eine Binnenverbindung zwischen Gilge, Nemonien und Deime herstellte. Matrossowo ist Endpunkt der Kommunalstraße 27K-147 aus der Rajonstadt Polessk (Labiau). Eine Bahnanbindung besteht nicht.

## Ortsname
Bis 1945 hieß der Ort nach dem Flussarm Gilge. Dieser Name leitet sich von prußisch gilus, gilin, gillis für tief ab.

## Geschichte

Gilge, am Ostufer des Kurischen Haffs nordöstlich der Stadt Labiau, auf einer Landkarte von 1910

Nachdem in der zweiten Hälfte des 14. Jahrhunderts deutsche Siedler in die Gegend kamen, fand 1411 die Ortschaft erstmals urkundliche Erwähnung. 1497 erhielt das Dorf das Krugrecht.
Der einst Gyllige genannte Ort war ein Fischerdorf mit einer Försterei. 1874 wurde es Amtsdorf und namensgebend für einen neu errichteten Amtsbezirk im Kreis Labiau im Regierungsbezirk Königsberg der preußischen Provinz Ostpreußen. Die erste feste Straßenverbindung erreichte die Siedlung am Haff erst 1929, vorher dominierte der Weg über das Wasser. Zu dieser Zeit waren zwei Mühlen, die größte Schilfweberei Ostpreußens, zwei Schulen und zehn Lebensmittelgeschäfte vorhanden.
Am 21. Januar 1945 wurde der Ort von den sowjetischen Truppen besetzt. Mit dem nördlichen Ostpreußen kam Gilge zur Sowjetunion. Im Jahr 1947 erhielt der Ort die russische Bezeichnung Matrossowo und wurde gleichzeitig dem Dorfsowjet Saliwenski selski Sowet im Rajon Slawsk zugeordnet.  Später gelangte der Ort in den Golowkinski selski Sowet im Rajon Polessk. Von 2008 bis 2016 gehörte Matrossowo zur Landgemeinde Golowkinskoje selskoje posselenije und seither zum Stadtkreis Polessk.

### Einwohnerentwicklung
| Jahr | Einwohner |
| ---- | --------- |
| 1910 | 1.566     |
| 1933 | 1.322     |
| 1939 | 1.157     |
| 2002 | 122       |
| 2010 | 116       |

### Amtsbezirk Gilge
Zum Amtsbezirk Gilge, der von 1874 bis 1945 bestand, gehörten lediglich zwei Landgemeinden: Gilge und Marienburch (russisch: Saschenzy, heute nicht mehr existent).

## Kirche
Siehe Hauptartikel → Kirche Gilge

### Kirchengebäude
1707 entstand die erste Kirche als Fachwerkkirche. Sie wurde 1851 durch einen neugotischen Ziegelbau ersetzt. Die Kirche hatte keinen Turm. Von den beiden Staffelgiebeln hatte der im Westen einen Aufsatz, in dem eine Glockenstube untergebracht war. Die Kirche war innen einfach gestaltet, Altar und Kanzel bildeten eine Einheit. Aus der alten Kirche konnten einige Figuren in die neue Kirche übernommen werden.
Den Zweiten Weltkrieg überstand die Kirche unversehrt. In den 1950er Jahren begann der Abriss, um Baumaterial zu gewinnen. Heute fehlt von der Kirche, die nördlich des Gilgestroms gestanden hat, jede Spur.

### Kirchengemeinde
Das Kirchspiel Gilge war das nördlichste im Kreis Labiau und entstand 1707 durch Ausgliederung aus der Pfarrei der Stadtkirche Labiau. Mit der 1909 entstandenen Filialgemeinde Juwendt (1938–1946: Möwenort, heute russisch: Rasino) gehörte es bis 1945 zum Kirchenkreis Labiau in der Kirchenprovinz Ostpreußen der Kirche der Altpreußischen Union.
Kam aufgrund von Flucht und Vertreibung der einheimischen Bevölkerung das kirchliche Leben nach 1945 zum Erliegen, so bildete sich in den 1990er Jahren in Matrossowo eine neue evangelisch-lutherische Gemeinde, die überwiegend aus Russlanddeutschen besteht. Sie ist Teil der Propstei Kaliningrad der Evangelisch-lutherischen Kirche Europäisches Russland.
Aus deutscher Zeit ist das ehemalige Pfarrhaus heute noch erhalten. Es dient heute als Hotel und trägt den Namen „Gilge“.

## Persönlichkeiten
- Emil Manzau (1892–?), deutscher Maler
- Kurt Pastenaci (1894–1961), deutscher Journalist, Schriftsteller und Historiker
- Helene Dauter, geb. Lascheit (* 1920 in Gilge; † 1996 in Groß Nordsee), Malerin